# 塞格德大学

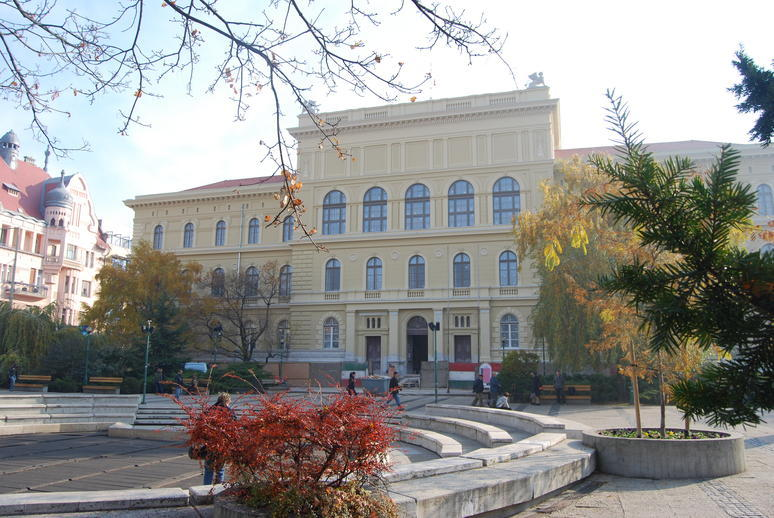
校长办公室

塞格德大学 （匈牙利語：Szegedi Tudományegyetem）是匈牙利的一所公立大学，拥有400多年的历史，位于匈牙利第三大城市塞格德。该校是匈牙利最重要的大学之一，也是中欧地区最有影响力的高等院校。

## 历史

### 起源
塞格德大学的起源可以追溯到1581年，在当时立陶宛大公、波兰国王(1571-1586)、西瓦尼亚亲王的斯特凡·巴托里的努力下，建立了一所天主教大学——克卢日 (匈牙利语：Kolozsvár，克卢日-纳波卡的旧称) 学院，由两个文学院和神学院两个院系组成，并在短时间内成为著名的大学。由于大学教授在全欧洲都很有名，当时的大学不仅已经能提供高标准的教育，还有权授予学士学位和硕士学位。在16世纪末，它是匈牙利唯一的高等教育机构。

### 创立
后来，玛丽亚-特蕾西娅委托皮亚尔派对学院进行重组，结果在1775年成立了医学-外科学院。起初只教授解剖学、外科和产科，从1787年起，又设立了其他学科。后来，这些都成为1872年弗兰茨·约瑟夫一世创建的皇家大学的基础。
赛格德大学作为一所“大学”运作，始于1872年。1872年，匈牙利皇家弗兰茨·约瑟夫大学（Magyar Királyi Ferenc József Tudományegyetem）在今天的罗马尼亚境内的克卢日-纳波卡（旧称：克卢日）成立, 一直运作到 1921年。

### 校址搬迁
1921年，大学迁往塞格德市。迁到赛格德后，校长加斯帕·梅尼哈特（Gáspár Menyhárt）隆重主持了大学在赛格德的第一个学年（1921年）的开学典礼, 大学大楼的建设在之后的几年里陆续开始。
1930年，在塞格德还愿教堂（Votive Church）前，围绕着大教堂广场（Dóm Square）的大学建筑已经开放, 植物园的第一个池塘也已建成。
1937年，圣捷尔吉·阿尔伯特被授予诺贝尔奖。

### 二战期间与大学更名
1940年， 在二战期间, 就在第二次维也纳条约签订之后, 弗兰茨·约瑟夫大学的一部分重新搬迁到克卢日-纳波卡，而留在赛格德市的院系则组建了霍尔蒂·米克洛什大学（Miklós Horthy University）。圣捷尔吉·阿尔伯特被任命为大学校长。
1945年，大学更名为赛格德大学（University of Szeged）。

### 院系重整
1951年，医学院脱离与塞格德大学, 开始作为一所独立大学运作。
1962年，塞格德大学采用匈牙利诗人阿蒂拉·尤若夫的名字命名。
1987年，塞格德医科大学采用了诺贝尔奖得主圣捷尔吉·阿尔伯特的名字命名。
1996年，创建新塞格德大学的意向声明由阿蒂拉·尤若夫大学（Attila József University）、圣捷尔吉·阿尔伯特医科大学 （Albert Szent-Györgyi Medical University）、尤哈斯·久洛师范学院（Gyula Juhász Teacher Training College）、弗朗兹·李斯特音乐学院（Ferenc Liszt Musical College）、（赛格德）园艺和食品工业大学的食品工业学院、 德布勒森大学农学院（HÓDMEZÖVÁSÁSÁRELY）和作为准会员的神学院和匈牙利科学院赛格德生物中心共同签署。

### 新赛格德大学的成立
2000年，随着阿蒂拉·尤若夫大学、圣捷尔吉·阿尔伯特医科大学 、尤哈斯·久洛师范学院、（赛格德）园艺和食品工业大学的食品工业学院、德布勒森大学农学院的加入，新的赛格德大学（SZTE）大学正式建立。2003年，赛格德音乐学院并入，并作为赛格德大学的第12个学院。
2004年，学习和信息中心的新大楼 (Tanulmányi és Információs Központ – TIK) 已启用, 其中很大一部分用来作为大学图书馆。一年后, 该中心以匈牙利诗人阿蒂拉·尤若夫的名字命名。2009年，塞格德大学被授予高等教育质量奖。2010年，该大学被授予研究型大学称号。2012年，匈牙利第二所官方孔子学院在校长办公室大楼内开张。2013年，塞格德大学被授予卓越大学称号。2014年，ELI激光研究中心的在塞格德隆重开张。

## 院系设置

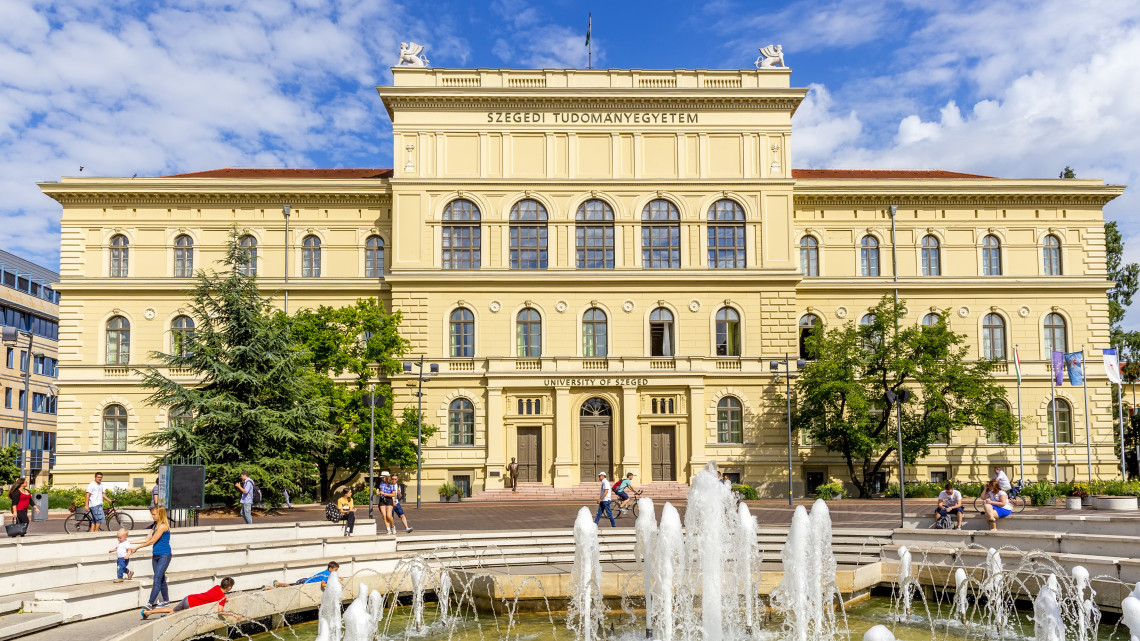
赛格德大学主楼

赛格德大学是一所成绩斐然的研究型大学，12个学院、涵盖700个研究领域的19个博士生院、60多个全日制学位课程供国际学生选择。并且匈牙利政府和大学都提供奖学金，如Stipendium Hungaricum奖学金项目和SZTE START奖学金资助来自世界各地的学生进入大学学习。
大学注册学生人数增加到21000人，包括来自115个国家的超过4000名的国际学生。赛格德大学共设有12个学院，分别是：
- 农学院

地理位置和历史：塞格德大学农业学院位于匈牙利东南部一个拥有县治权的小镇霍德梅泽瓦，距离塞格德大学中心25公里。霍德梅泽瓦的农业培训已有110多年的历史。第一所提供基础教育的农业学校始建于1896年，当时是该学院现有的试验农场。 1961年，它变成了高等教育机构。自1992年9月以来，该学院经过几次改组后一直在培训农业工程师。由于匈牙利高等教育的一体化进程，该学院于2000年1月成为塞格德大学的一部分。
组织：该学院由院长领导，院长的工作得到两名副院长和院长办公室人员的支持。
教育和研究工作由三个研究所组成：动物科学与野生动物管理研究所、经济与农村发展研究所、植物科学与环境保护研究所。
- 法律和政治学学院

1921年10月10日，不仅预示着塞格德大学教育的开始，也预示着一个城市和整个地区的梦想成真。自十八世纪以来，人们一直渴望建立一所大学，使之成为大平原的文化和民族价值的知识中心。这一愿望在《特里亚侬条约》中得以实现，通过1581年创立的大学。
科系：农业和环境法系、宪法系、刑事科学研究所、欧洲法律史系、匈牙利法律史系、比较法研究所、国际法和欧洲法系、国际和区域研究所、劳工和社会法部、法律社会学和哲学系、政治学系、公共行政法与金融法系、罗马法系、国际私法系、统计和人口系。
- 人文与社会科学学院

塞格德的人文与社会科学学院是匈牙利提供人文社会科学培训的最著名的学院之一。其广泛的培训范围提供15个本科生课程和40个研究生课程（其中16个是教师培训课程）——几个可选的专业课程和专业课程为学生提供了沉浸于不同领域的机会。
塞格德人文社会科学学院的科学赞誉不仅体现在它提供的课程种类繁多，而且它的5所博士学院提供了多达33个课程，都可在成功完成博士研究后授予博士学位。学院的首要目标之一是培训可以作为未来的负责任知识分子为社区建设和环境维护做出贡献的人们。为了做到这一点，最重要的是要熟悉我们的历史遗产和传统，同时保持开放性并保持对欧洲和世界文化的好奇心。
- 医学院

科系：基础科学系，包括解剖学系、生物化学系、生理学系、药理学和药理学系、病理生理学系、行为科学系、公共卫生部、医学生物学系、医学物理与信息学系、医学微生物学和免疫学系、外语系、医学化学系、外科研究所、细胞生物学和分子医学系、运动医学系。
- 牙科学院

历史：塞格德大学牙科学院（FOK）的教育不仅在匈牙利而且在国外都广为人知和认可。自1926年以来一直在运作的塞格德牙科教育的良好声誉已传遍了匈牙利的许多地方。 每年都接受过出色教育和专业培训的学生创造的世界，从而提高了学校的声誉。FOK于2007年独立，如今已成为该大学发展最快的部门。 这是非常熟悉的，因为学生人数相对较少，可以实现直接的师生接触，同时，与其他牙科培训场所相比，可以进行出色的以实践为导向的培训。
6个科系：牙齿矫正科、保守与美学牙科系、牙周科、口腔外科、修复科、口腔生物学与实验牙科系。
- 巴托克·贝拉艺术学院

巴托克·贝拉艺术学院位于塞格德大学，该学院有125年的历史，是匈牙利领先的高等教育机构之一，不仅为海外学生提供了深厚的历史，而且为整个欧洲提供了最丰富的音乐遗产之一。巴托克·贝拉艺术学院拥有卓越的国际声誉，并以其卓越的音乐而闻名。本学院的历史可以追溯到1883年，由作曲家和音乐家Endre Szögi领导，今天我们的教师和学生经常在欧洲、北美和世界各地演出。
大学位于塞格德市，与许多伟大的大师和著名的音乐家有很多联系，如弗朗茨·李斯特在这里学习了很多年，巴托克·贝拉在1910年首次作为作曲家在这里亮相，柯达伊·佐尔坦出生在50英里之外，著名的指挥家费伦茨·弗里乔伊，钢琴家杰尔吉·塞伯克（György Sebők）和钢琴家/作曲家詹纳·胡斯卡（Jenő Huszka）等等。
巴托克·贝拉艺术学院在1998年之前一直作为弗朗茨·李斯特音乐学院的一部分运作，不久之后成为塞格德大学的第11个学院。学生可使用的演出场地包括：Fricsay Ferenc音乐厅、Liszt Ferenc室内乐厅，以及学生可进入Reök宫和塞格德国家剧院。
除了提供学士和硕士学位的表演和音乐教育，其国际表演系确保匈牙利音乐的悠久传统和丰富的传统得到继承。
- 经济与工商管理学院

历史：自1994年以来，在塞格德大学提供了提供独立学位的全职经济学培训，在成功认证程序之后，塞格德大学经济和商业管理学院于1999年成立。经济培训的基础是在两次世界大战之间建立的，经济与统计研究所成立于1939年，其优秀的教育和研究活动以蒂瓦达尔·苏雷尼-昂格尔、德泽·拉基和费伦茨·科韦茨等名字为标志。学院和后来作为继任者成立的系组的任务是为大学生提供高质量的经济学培训。自1990年代以来，迫切需要在塞格德设立一个经济系。1993年2月开始为法律、自然科学和技术研究专业毕业生提供经济学的大学扩展课程，加快了该系开学的准备工作。兴趣比预期的要大得多，这意味着1994年可以在塞格德开始全日制经济学培训。
1995年，成立了经济系小组，下设7个独立的系并与法学院联合成立了一个系，1999年7月1日，经过成功的认证程序，成立了阿蒂拉·尤若夫大学经济学院。
2006/2007学年结束时，学院搬到了位于Kálvária大街1号的装修精美的大楼，成为了经济学院长久的基地，除了教授和行政办公室外，还设有计算机化的研讨室、演讲厅和学生关系办公室。此外，学院的Feketesas街大楼也提供课程。
科系：统计和人口系、商业研究系、经济与经济发展系、金融与国际经济关系系。
- 药学院

塞格德大学药学系是匈牙利第二古老的药学系。60年的教育和研究经验，以实践为中心的教学方法和友好的环境为其提供了良好的专业水平基础。在塞格德毕业的药剂师在药房、制药公司、研究和监管领域备受青睐。他们在配药、如何使用药物制剂和药用植物、如何改变生活方式以帮助药物治疗等方面获得了良好的常规和信心。塞格德的药学专业的学生都接受过检查血压、血糖和胆固醇水平的培训。他们也是公认的药物化学（药物合成）和药物分析（不同材料的鉴定）方面的专业人士。
- 工程学院

在匈牙利，食品工业专家的大学教育始于1962年布达佩斯和塞格德的高级食品工业工程学校。1970年，将布达佩斯和塞格德的高级食品工业工程学校合并，成立了一所独立的学院，名称为塞格德食品工业学院。该学院成为食品技术、机械、工艺操作工程师的教育基地。从1986年起，食品工业学院成为园艺和食品工业大学的学院系，1998-1999年以阿蒂拉·尤若夫大学, 赛格德食品工业学院的名义运行。
从2000年1月1日起，该学院成为塞格德大学的学院——法定继承机构，名称为塞格德食品工业学院，并承担相同的教育任务。随着教育规模的扩大，2007年1月1日，该机构更名为塞格德大学工程学院，下设12个分院。法定前身——塞格德食品工业学院的教育领域最初与食品工业有关，后来逐渐扩大，如今有6个大学学士学位和4个硕士学位培训。现在，该学院根据今天的需要定位为塞格德大学和南部大平原地区最重要的工程教育基地之一，拥有拥有学术学位的高素质专家，并拥有现代化的培训室和实验室。
- 科学与訊息学院

塞格德大学科学与訊息学系成立于1921年，当时科洛兹瓦尔大学（今罗马尼亚克卢日-纳波卡）迁至塞格德，因为在第一次世界大战结束后，匈牙利的这一地区被罗马尼亚所取代。我们的60位教授中，有12位是匈牙利科学院院士，有几位教授获得过塞切尼奖。在我们300名教职工中，有220多名是具有博士学位的研究人员。
教学和研究活动在学院内的各研究所和各系之间进行。我们有七个研究所，每个研究所都可以被视为一个部分独立的教学和研究单位，包括：生物学系（匈牙利语）、物理研究所、地理和地质研究所（匈牙利语）、信息学研究所、化学研究所（匈牙利语）、环境科学研究所（匈牙利语）、数学研究所。
- 健康科学和社会研究学院

卫生科学和社会研究学院的根基可以追溯到国家护士和健康访客培训学院。在匈牙利，1930年，在洛克菲勒基金会的帮助下，在1925年成立的国家公共卫生研究所（OKI）的框架内，在布达佩斯开始了卫生访问者培训。OKI负责组织和管理预防性健康保护工作，促进公共卫生科学的实践。绿十字卫生服务机构就属于这种情况。该组织的主要目标是降低婴儿死亡率和保护母婴健康。他们的职能包括学校卫生、防治性传播疾病和肺结核、贫困病人的家庭护理和家庭的社会关怀。普通卫生工作的发展使得有必要培训更多的卫生视察员，因此1938年在OKI的框架内成立了塞格德学院。该学院在学院现有的主楼内开始运作。该建筑建在Újszeged，位于城市公园的一侧，在一个大花园的中间。该建筑被镇上的建筑当局认定为具有城市景观重要性的建筑。
课程：从2006年9月开始，该学院推出了三门基础的本科课程：护理和病人护理（护士和物理治疗师专业）、健康访客和预防（健康访客专业）以及社会工作者学位。从 2014 年 9 月开始，与牙科学院联合，牙科保健师培训也在我们的学院（以理学硕士医疗保健和预防专家课程的形式）进行。目前，这种课程仅在匈牙利的塞格德大学提供。
- 尤哈斯·久洛教育学院

过去：本学院的前身是1873年在布达佩斯成立的久洛·尤哈斯师范学院，目的是为当代小学系统培训教师。该学院是匈牙利最古老的教师培训机构。由于文化部长Kuno Klebelsberg推行的教育改革，1928年教师培训项目被转移到塞格德。由于他的改革，赛格德成为学生的城市，也成为匈牙利东南部充满活力的知识中心。在随后的几十年里，匈牙利的教育体系和师资培训经历了几次变革。1973年，在百年校庆之际，学院以塞格德著名诗人尤哈斯·久洛的名字命名。
现在：2006年11月，该学院并入塞格达斯大学尤哈斯·久洛教育学院。

## 国际合作

### ERASMUS +
在国际流动性计划中，最受欧盟欢迎的是ERASMUS +计划，在此框架内，赛格德大学签订了1030份国际合作协议，以此与来自30个不同国家的510所大学开展科研合作与交换生计划。
2019/2020学年，与赛格德大学进行交换生等国际交流活动的主要欧洲合作大学，如下：
| 奥地利     | 维也纳大学 维也纳工业大学 维也纳医科大学 |
| 比利时     | 布鲁塞尔自由大学 鲁汶大学 法语鲁汶大学 根特大学 |
| 塞浦路斯   | 塞浦路斯大学 |
| 捷克       | 布拉格查理大学 |
| 德国       | 亚琛工业大学 柏林自由大学 柏林洪堡大学 波恩大学 法兰克福大学 弗莱堡大学 哥廷根大学 汉堡大学 海德堡大学 科隆大学 慕尼黑大学 慕尼黑工业大学 图宾根大学 维尔茨堡大学 |
| 丹麦       | 奥尔堡大学 奥胡斯大学 |
| 西班牙     | 巴塞罗那大学 马德里卡洛斯三世大学 萨拉曼卡大学 塞维利亚大学 瓦伦西亚大学                                                                                          |
| 爱沙尼亚   | 塔林大学 塔尔图大学 |
| 法国       | 波尔多大学 巴黎第一大学 巴黎第八大学 国立东方语言与文明研究所 索邦大学 斯特拉斯堡大学                                                                             |
| 希腊       | 国立雅典大学 西阿提卡大学 塞萨洛尼基亚里斯多德大学 |
| 克罗地亚   | 里耶卡大学 斯普利特大学 扎达尔大学 萨格勒布大学 |
| 意大利     | 博洛尼亚大学 佛罗伦萨大学 热那亚大学 米兰大学 那不勒斯东方大学学院 罗马大学 都灵大学 威尼斯美术学院                                                               |
| 爱尔兰     | 都柏林大学学院 |
| 冰岛       | 阿库雷里大学 冰岛农业大学 雷克雅未克大学 冰岛艺术学院 |
| 立陶宛     | 维尔纽斯大学 维尔纽斯技术与设计学院 |
| 拉脱维亚   | 拉脱维亚农业大学 拉脱维亚大学 里加法学院 |
| 马其顿     | 圣基里尔麦托迪大学 |
| 马其他     | 马耳他大学 |
| 挪威       | 卑尔根大学 奥斯陆大学 挪威音乐学院 特罗姆瑟大学 挪威科技大学 |
| 荷兰       | 阿姆斯特丹自由大学 埃因霍温科技大学 特温特大学 格罗宁根大学 鹿特丹伊拉斯姆斯大学                                                                                  |
| 葡萄牙     | 亚速尔大学 科英布拉大学 里斯本新大学 波尔图大学 |
| 波兰       | 格但斯克大学 克拉科夫经济大学 华沙大学 |
| 罗马尼亚   | 布加勒斯特国立音乐大学 布加勒斯特大学 |
| 塞尔维亚   | 克拉古耶瓦茨大学 |
| 瑞典       | 哥德堡大学 隆德大学 乌梅大学 乌普萨拉大学 |
| 芬兰       | 赫尔辛基大学 |
| 斯洛文尼亚 | 卢布尔雅那大学 |
| 斯洛伐克   | 布拉迪斯拉发技术大学 |
| 土耳其     | 伊斯坦布尔大学 |
| 英国       | 爱丁堡大学 埃克塞特大学 罗汉普顿大学 西伦敦大学 纽卡斯尔大学 普利茅斯大学 朴茨茅斯大学 谢菲尔德大学                                                               |

### 匈牙利国家奖学金
得益于匈牙利国家奖学金（Stipendium Hungaricum）计划，来自世界各地的学生都可以受到匈牙利政府资助进入该大学的许多科系学习。

### Campus Mundi
在匈牙利政府设立的校园匈牙利计划（CAMPUS Hungary Programme）的支持下，2012年至2015年之间，有1350名大学成员和1000多名学生成功申请了学习旅行。在2016年至2021年之间，一个名为Campus Mundi的计划将支持短期交流研究计划。

### 中欧大学研究交流计划
塞格德大学自1994年以来一直参加中欧大学研究交流计划（CEEPUS），以实现共同的课程开发，互派有奖学金的交换生并与9个网络中的65所合作大学组织暑期学校。

### 孔子学院
2012年与上海外国语大学的合作在塞格德大学成立了孔子学院，这证明了大学国际关系的加强。有兴趣的学生可以在学院学习汉语，并且有有相关资历的中国老师介绍中国文化。

### 法语社会共同体大学中心
塞格德大学最近建立了法语社会共同体大学中心，法语课程也与其他课程一样通过了认证。

### 塞格德美国角
通过与美国驻匈牙利大使馆、Agora社区中心和塞格德大学合作，塞格德美国之角成为信息和计划的区域资源中心，重点介绍美国文化，历史，时事和政府。

### 洲际协议
塞格德大学与匈牙利校长会议密切合作，在接待进入洲际协议框架下的外国学生方面发挥了积极作用，因此与大使馆和领事馆之间的关系越来越好。

### 所获荣誉
2007年：塞格德大学因其ERASMUS学生和教职员工流动性项目以及出色的项目管理而被授予“欧洲质量标签”。
2008年：ERASMUS成功案例2008年：塞格德大学在教职员流动性活动方面名列欧洲十大大学之列。
2010年：塞格德大学因其ERASMUS学生和教学人员流动性以及出色的项目管理而被评选为欧洲17大大学之一。
2011年：塞格德大学因其ERASMUS学生和教职员工流动性项目以及其在2009/2010学年内的出色项目管理而被国家资源和坦佩斯基金会授予国际合作质量奖。

## 国际排名与荣誉
塞格德大学在所有公认的国际排名中都取得了优异成绩。

### QS
在2016-2019年的QS世界大学排行榜中，赛格德大学一直稳居匈牙利第一名。该校是世界500所顶尖大学之一。
| 国内排名 | 大学机构             | 世界排名 |
| 1        | 赛格德大学           | =470     |
| 2        | 德布勒森大学         | 601-650  |
| 3        | 罗兰大学             | 701-750  |
| 4        | 佩奇大学             | 701-750  |
| 5        | 布达佩斯科技大学     | 801-1000 |
| 6        | 布达佩斯考文纽斯大学 | 801-1000 |

### 软科
根据2003至2005年软科世界大学学术排名，赛格德大学连续三年位居全球第201-300名, 欧洲第80-123名。
| 年份 | 2003    | 2004    | 2005    | 2006    | 2007    | 2008    | 2009    | 2010    | 2011    | 2012    | 2013    | 2014    | 2015    |
| ---- | ------- | ------- | ------- | ------- | ------- | ------- | ------- | ------- | ------- | ------- | ------- | ------- | ------- |
| 排名 | 201-300 | 202-301 | 203-300 | 301-400 | 305-402 | 303-401 | 303-401 | 301-400 | 301-400 | 401-500 | 401-500 | 401-500 | 401-500 |

### 泰晤士高等教育
2019年泰晤士高等教育世界大学影响力排名 （页面存档备份，存于），赛格德大学和塞麦尔维斯医学院作为匈牙利两所最具国际影响力的大学，均排在全球第101-200名。
| 2019英国泰晤士报世界大学影响力排名（匈牙利地区） | 2019英国泰晤士报世界大学影响力排名（匈牙利地区） | 2019英国泰晤士报世界大学影响力排名（匈牙利地区） | 2019英国泰晤士报世界大学影响力排名（匈牙利地区） |
| 全球排名                                         | 大学机构                                         | 分数分析                                         | 总体得分                                         |
| ------------------------------------------------ | ------------------------------------------------ | ------------------------------------------------ | ------------------------------------------------ |
| 101–200                                          | 塞麦尔维斯医学院                                 | SDG Descriptions                                 | 64.6–75.6                                        |
| 101–200                                          | 赛格德大学                                       | SDG Descriptions                                 | 64.6–75.6                                        |

2020年泰晤士高等教育世界大学影响力排名 （页面存档备份，存于），赛格德大学再次进入全球第101-200名。

### UI's GreenMetric
2019年世界绿色大学排名（UI's GreenMetric World Ranking） （页面存档备份，存于）中, 蝉联匈牙利最佳绿色大学，世界第74名。

### 世界50大最美大学图书馆
在世界50大最美大学图书馆中，赛格德大学排名第7位。

### 欧洲最佳大学城
而塞格德这座美丽且宜居德大学城，也在在欧洲最佳大学城名单中名列第八。

## 知名校友

### 诺贝尔奖校友

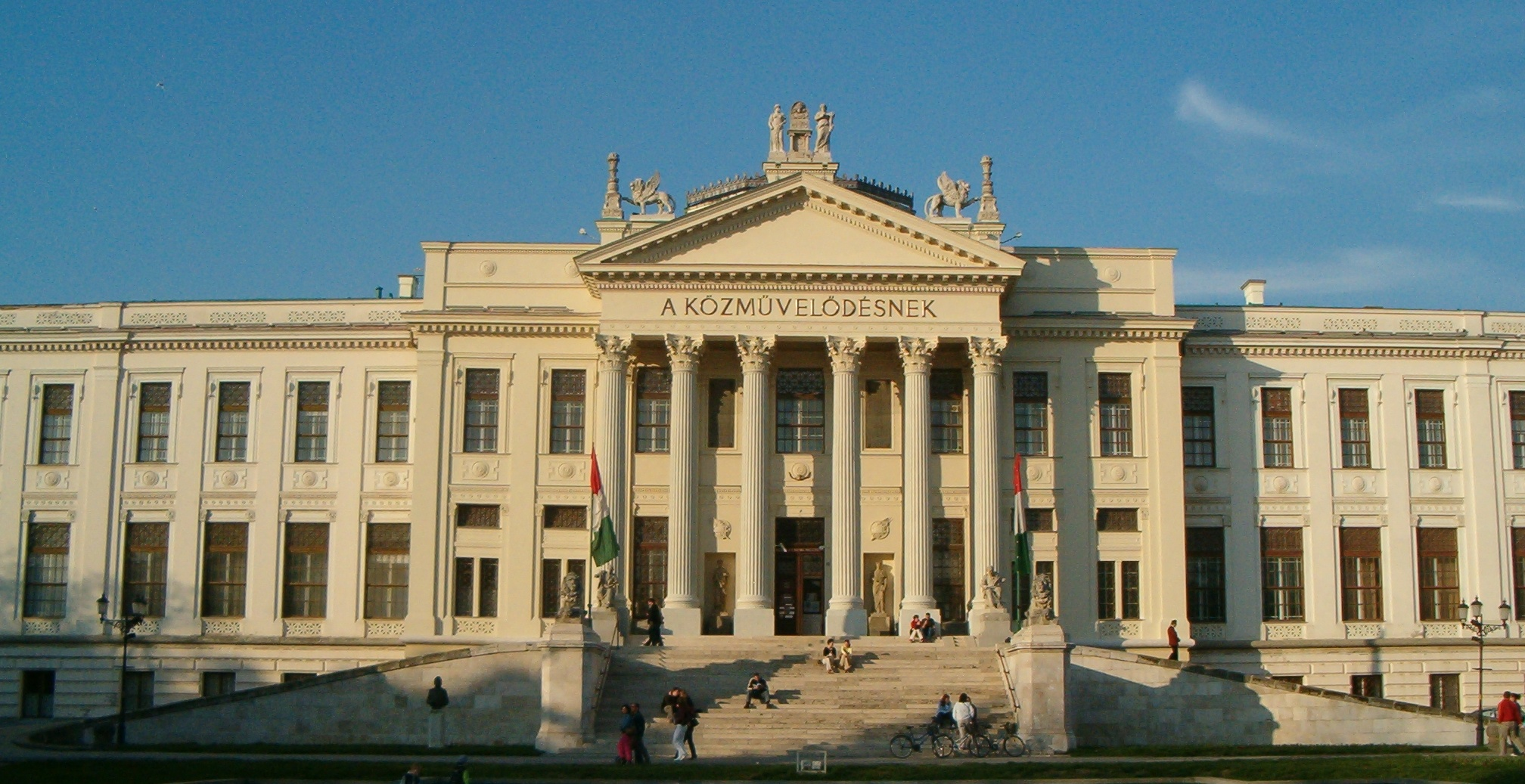
赛格德博物馆

赛格德校友阿尔伯特·圣捷尔吉获得1937年的诺贝尔生理学或医学奖，考里科·卡塔林获得2023年的诺贝尔生理学或医学奖。这个数字远远超出了和赛格德大学同等排名的其他大学的平均成绩。

### 奥运冠军
Natasa Janics, 皮划艇奥运金牌
Márton Joób,  皮划艇奥运金牌

### 名誉博士
安哥拉·默克尔（德国总理）

## 大学生活
塞格德大学如果不在课堂之外为公民提供各种项目，就不会成为匈牙利最好的大学之一，也不会成为适合培养多才多艺人才的机构。在塞格德，传奇的大学生活的一部分是参加体育赛事和节日，参加舞会，在大学俱乐部聚会的夜晚，以及在演讲厅或实验班工作。

### SZTE Klebelsberg图书馆
也许是匈牙利最现代化的大学图书馆，它统一了几乎所有院系、研究所和部门图书馆的藏书、服务和基础设施。在图书馆的电脑室里，参观者可以使用300台现代化的平板机，并有超快的互联网连接，在这里可以查阅当地和国家的在线目录、订阅的数据库和电子期刊。

### József Attila学习和信息中心
塞格德大学的骄傲——József Attila学习和信息中心（SZTE TIK），是塞格德综合大学的第一项重大投资，至今已有十余年历史。当它被创建时，设计师们的梦想不仅是一个建筑上的杰出作品--近年来获得的几个建筑奖项就是证明--而且是一个大学服务中心。会议中心，在该地区是独一无二的，为国内和国际会议，大学和商业活动，以及文化和慈善项目（音乐会，展览），招待会和舞会提供了理想的场所。
中心的演讲室和研讨室为周一至周三的大学课程提供了绝佳的教育场所。对于大型演出（约700人），它提供了配备高质量视听设备的房间，所有房间都有空调。

### 体育活动
作为一所体育大学，塞格德大学提供了广泛的运动机会，以至于在大学度过的几年时间都不足以尝试所有的运动。只说最特别的：跳伞、骑马、瑜伽是所有学生都可以参加的，更不用说大学的体育协会了，从击剑到篮球，很多运动项目都可以参加。大学男子篮球队SZTE-SZEDEAK在2007年升入NB I. B组，并在2010年的常规赛中获胜，进入了最高级别的联赛，从此与高手过招。
塞格德大学已经被多位奥运冠军和世界冠军运动员选为学习地点。塞格德大学还定期举办国际体育赛事。

### 派对和音乐会
对于许多人来说，JATE Club和JUGYU Club的派对和音乐会是有意义的娱乐活动。如果没有这些活动，以及没有在宿舍组织的活动，塞格德的学生生活是不可想象的。无论是电影俱乐部、舞蹈、合唱团，每个人都能在塞格德大学自发组织的活动中找到自己喜欢的东西。秋季文化节和大学之春的活动，以及KIC的节目，让外人也能感受到这种活动。
在狂欢节期间，每个教师组织自己的音乐舞蹈娱乐活动。难怪从塞格德大学毕业后，很多人错过了塞格德大学这些年的计划。为了让大学公民能够感受到和享受学校的支持和大学社区在其一生中的乐趣，大学与以前的学生之间的关系可以通过校友组织保持持续。在研究生课程的交流、专业和年级会议、节日活动，特别是母校圣诞老人，以及阿尔玛周末和大学体育日，学生在毕业后仍然可以找到塞格德的学生活动。

## 校园一览

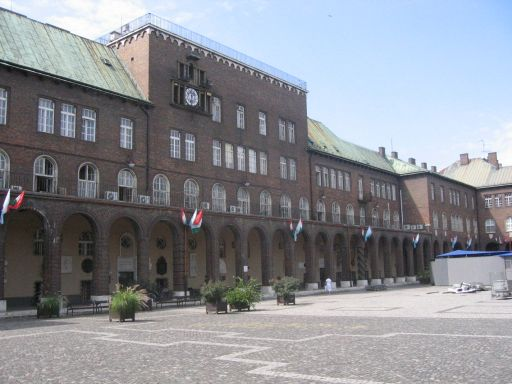
教学楼
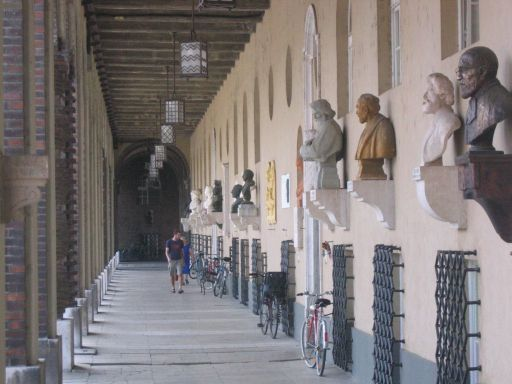
室外走廊
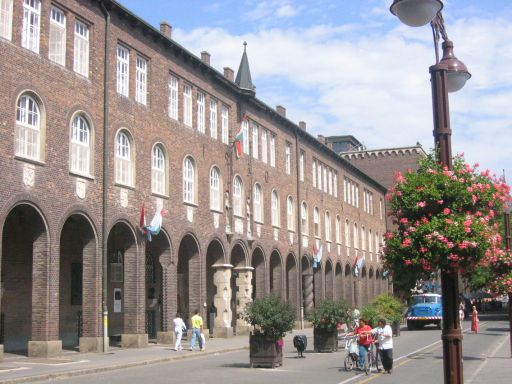
大教堂广场
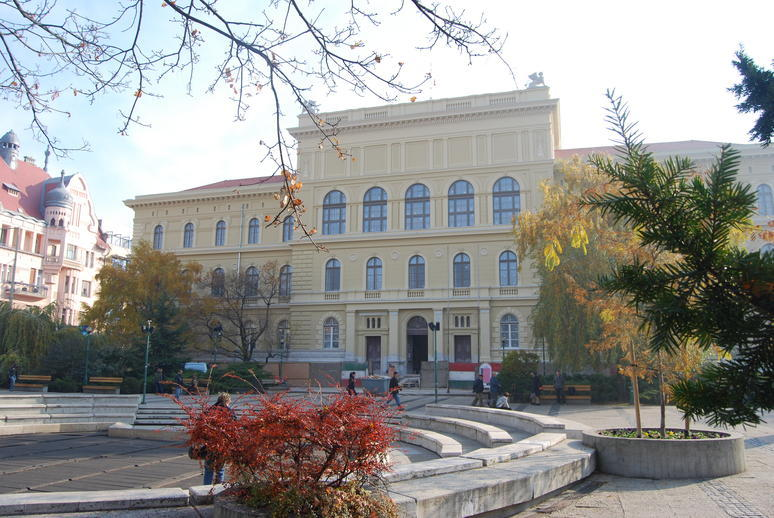
主楼和孔子学院驻地
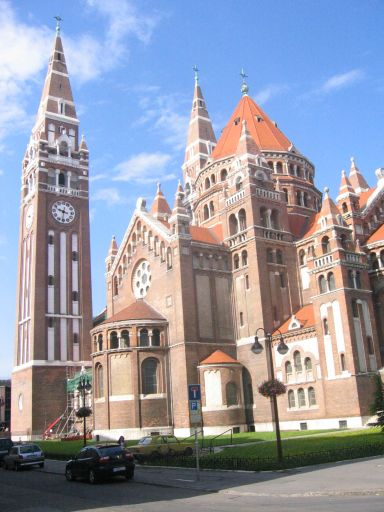
老城教堂
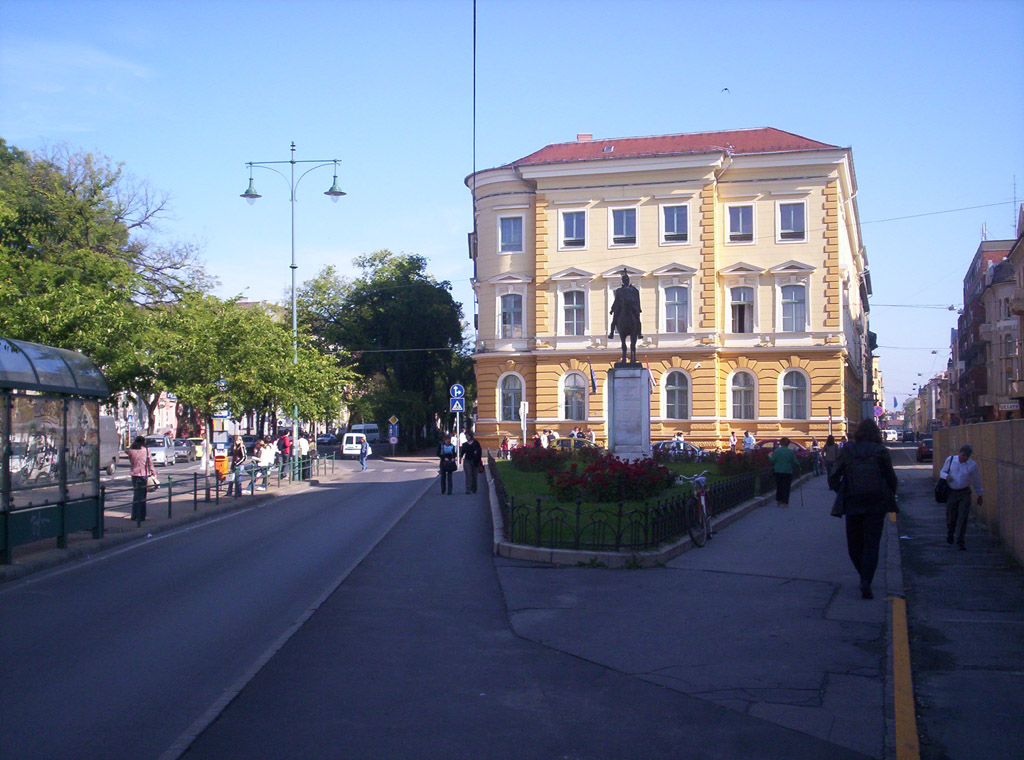
法学院